# Херкуліан
Херкуліан (рум. Herculian) — село у повіті Ковасна в Румунії. Входить до складу комуни Бецань.
Село розташоване на відстані 191 км на північ від Бухареста, 30 км на північ від Сфинту-Георге, 53 км на північ від Брашова.

## Населення
За даними перепису населення 2002 року у селі проживали 1169 осіб.
Національний склад населення села:
| Національність | Кількість осіб | Відсоток |
| -------------- | -------------- | -------- |
| угорці         | 756            | 64,7%    |
| цигани         | 407            | 34,8%    |
| румуни         | 5              | 0,4%     |

Рідною мовою назвали:
| Мова      | Кількість осіб | Відсоток |
| --------- | -------------- | -------- |
| угорська  | 1024           | 87,6%    |
| румунська | 145            | 12,4%    |